# Gilles Pudlowski
Gilles Pudlowski (* 15. November 1950 in Metz) ist ein französischer Journalist,  Schriftsteller und Gastronomiekritiker.

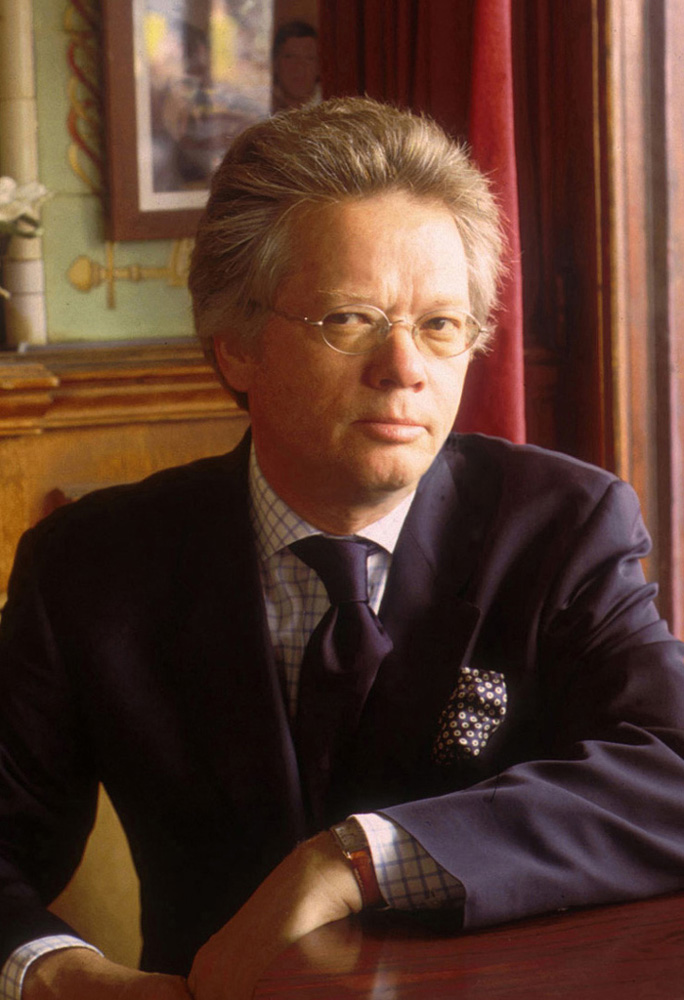
Gilles Pudlowski

## Leben und Werk
Dieser Abschnitt beruht auf dem Lebenslauf von Gilles Pudlowski in seinem Blog.
Nach einem Studium am Institut d’études politiques de Paris, welches er mit einem troisième cycle (Promotion) und einer licence d’histoire (Diplom in Geschichte) abschloss, begann er seine Karriere als Journalist beim Quotidien de Paris und Nouvelles Littéraires, wo er auch begann über Gastronomie zu schreiben. Christian Millau engagierte ihn für seinen Führer Gault-Millau. Er arbeitet für verschiedene Zeitschriften wie Paris Match, Le Figaro und Le Point, sowohl als Gastronomiekritiker als auch zum Thema Literatur. Von 1990 bis 2016 schrieb er Kolumnen für die Lokalzeitungen Dernières Nouvelles d’Alsace und Le Républicain Lorrain.
Ab 1989 gab er seinen eigene Restaurantführer unter dem Namen Guide Pudlowski, später einfach Pudlo heraus. Dieser erschien in regionalen Ausgaben z. B. für Paris, das Elsass, Lothringen, Korsika und Luxemburg. Er unterscheidet sich von anderen Gastronomieführern darin, dass er auch Bäcker, Metzger, Gemüsehändler und Winzer empfiehlt. Er schrieb Essays über Literatur, Gastronomie, das Elsass.
Mehrere seiner Veröffentlichungen erhielten Preise verschiedener gastronomischer Institutionen und Gesellschaften. Er selbst erhielt Orden des französischen Staats: Chevalier des Arts et Lettres und Ordre national du Mérite. Am 2. Juni 2023 wurde er zum Officier des ordre national du Mérite befördert.
Seit 2010 veröffentlicht er einen täglichen Blog „Les pieds dans le plat“, umgangssprachlich für „Blödsinn machen“. Dazu bereist er fast ununterbrochen Frankreich und andere Länder und beschreibt seine kulinarischen Erlebnisse. Jedes Restaurant wird vorgestellt mit Koch, Besitzer, Service, Spezialitäten und ein Menu wird fotografisch dokumentiert. Die Kritiken sind immer wohlwollend. Im Gegensatz zu den großen Gastronomieführern wie Guide Michelin und Gault-Millau legt er keinen Wert auf Anonymität. Er ist mittlerweile bekannt und wird erkannt, wenn er ein Restaurant besucht. Er akzeptiert Einladungen zu den Mahlzeiten, sagt aber „Ob das Restaurant bezahlt oder ich, spielt keine Rolle“. Seit einigen Jahren fördert er und einige Mitarbeiter die Bistro-Kultur in Frankreich. Die Bistro-Küche besteht aus einfachen, traditionellen Gerichten, die zu moderaten Preisen in angenehmer Umgebung angeboten wird.
In seinem Blog empfiehlt er regelmäßig Literatur, Neuerscheinungen oder ältere Bücher, die er für wichtig hält. Er selbst hat ein Buch über die Schriftsteller des Elsass geschrieben. Seit 2020 hat er den Vorsitz der Jury für den Prix du premier roman (Preis des ersten Romans) inne, der im Restaurant La Coupole in Paris vergeben wird.
Von sich selbst sagt er: „Als in Metz geborener polnischer Jude, dessen Großmutter Jiddisch sprach und dessen Mutter kein Französisch sprach, war ich im Gymnasium besser als die gebürtigen Franzosen. Jeden Tag sage ich mir, dass ich das Glück habe, in Frankreich zu leben.“

## Veröffentlichungen (Auswahl)
Nur wenige seiner mehr als 50 Veröffentlichungen sind ins Deutsche  übersetzt worden.
- Guide Le Pudlo (französisch), verschiedene Ausgaben
- Leben wie Gott im Elsaß, 1987
- Elsässische Weinstuben, 1994
- Paris für Feinschmecker, 1994
- Strassburg für Feinschmecker, 1994
- Restaurants in Lothringen, 1995